# Pascual del Real
Pascual María Real Serrano González del Olmo García de Lara (Salamanca, 1778-Madrid, 1844) fue un militar español.
En 1794 se unió al Ejército de Navarra como teniente, durante la Guerra del Rosellón. En 1801 combatió contra el Reino de Portugal y desde 1808 en la Guerra de Independencia Española, alcanzando el grado de teniente coronel en 1813.
Llegó a Venezuela en la expedición de Pablo Morillo en 1815, mandando el regimiento Castilla con el rango de coronel. Un comisario de la Inquisición española llegó a la conclusión que Real, junto a Pablo Morillo, Miguel de la Torre, Juan Bautista Pardo, Salvador de Moxó y Quadrado y otros oficiales eran miembros de la masonería. En 1816 ya era brigadier o general de brigada y 2.° Comandante General de las fuerzas monárquicas en Venezuela.
En 1817 asedió la Casa Fuerte Barcelona. Durante la campaña tuvo conflictos por el mando con el brigadier Francisco Tomás Morales, quien lo describió ante el Capitán General de Venezuela brigadier  Salvador de Moxó como flojo y omiso. Después de la derrota, el brigadier de Moxó, desplazó del mando a Real y Morales por el coronel de dragones Juan Antonio Aldama Irabien el 27 de marzo. De inmediato, dispuso que el coronel Manuel Bauzá y el teniente coronel Joaquín Urreiztieta quedaran al mando de las divisiones de infanteria. En Altagracia de Orituco se abrió un proceso contra Morales por la derrota de El Juncal y los excesos cometidos, pasando a estar encarcelado un tiempo. Por su derrota, retirada a orillas del río Unare e inacción posterior, Real fue llamado «inepto» por Moxó. Combatió en Calabozo el 12 de febrero de 1818, mandando a la caballería realista que fue destruida por el general de división José Antonio Páez, forzándolo a retirarse a Valencia. Morales y Real fueron sumariados por Morillo, quien decidió reincorporarlos al servicio por la falta de oficiales que padecía. En 1819 fue gobernador de la provincia de Barinas y después de la de Maracaibo. En 1820 Morillo recomendó que se le nombrara mariscal de campo.
El 14 de mayo de 1821, Real desembarcó en Samaná, recibiendo el cargo de Capitán General de Santo Domingo dos días después, reemplazando al brigadier Sebastián Kindelán. El 1 de diciembre, la guarnición se sublevó con apoyo de la República de Haití en Santo Domingo en un episodio conocido como la independencia efímera. Fue embarcado a la fuerza en un bergantín inglés ocho días después que lo llevó a Liverpool.
Gobernador interino de Santoña en 1826, comandante militar de León en 1828 y comandante general de Burgos en 1829, siendo ascendido a mariscal de campo a finales de ese año. Murió en Madrid el 8 de octubre de 1844. Se casó con Casimira Peñaranda, con quien tuvo cuatro retoños: Esteban, Dolores, Joaquín y Mariana.